# Halowe Mistrzostwa Europy w Lekkoatletyce 1983 – skok wzwyż kobiet
Skok wzwyż kobiet – jedna z konkurencji technicznych rozgrywanych podczas halowych lekkoatletycznych mistrzostw Europy w Sportscsarnok w Budapeszcie. Rozegrano od razu finał 6 marca 1983. Zwyciężyła reprezentantka Związku Radzieckiego Tamara Bykowa, która ustanowiła nieoficjalny halowy rekord świata rezultatem 2,03 m. Tytułu zdobytego na poprzednich mistrzostwach nie broniła Ulrike Meyfarth z Republiki Federalnej Niemiec.

## Rezultaty

### Finał
Wystąpiło 10 skoczkiń.

Opracowano na podstawie materiału źródłowego.
| Miejsce | Zawodniczka        | Wynik | Uwagi |
| ------- | ------------------ | ----- | ----- |
| 1       | Tamara Bykowa      | 2,03  | WR    |
| 2       | Łarisa Kosicyna    | 1,94  |       |
| 3       | Maryse Éwanjé-Épée | 1,92  |       |
| 4       | Emese Béla         | 1,90  |       |
| 5       | Sylvie Prenveille  | 1,87  |       |
| 6       | Christine Soetewey | 1,84  |       |
| 7       | Susanne Lorentzon  | 1,84  |       |
| 8       | Lidija Lapajne     | 1,84  |       |
| 9       | Ella Wijnants      | 1,80  |       |
| 10      | Brigid Corrigan    | 1,75  |       |